# Parthenodes eugethes
Parthenodes eugethes là một loài bướm đêm trong họ Crambidae.